# Аргумент парадигмального випадку
В аналітичній філософії парадигмальний випадок це аргумент, що використовується для спростування твердження про безглуздість певних понять. Наприклад таких, як свобода волі чи знання.
Аргумент парадигмального випадку полягає в наступному:
1. Певний термін (наприклад, термін «знання») регулярно застосовується до одних випадків і не до інших.
2. Отже, цей термін і концепція, до якої він відноситься, не може бути дійсно невизначеним, оскільки він явно має певний вид визначення на практиці. [1]

Аргумент названо так тому, що він часто набуває форми вказівки на парадигмальний випадок — тобто приклад, який однозначно підпадає під загальне визначення терміна і тому може сприйматися як певний приклад нібито неіснуючої концепції. 
Цей аргумент широко використовувався у час розквіту лінгвістичної філософії. 
Термін вживається в роботах з філософії свідомості, наприклад, в есеї "Ти зараз ходиш уві сні? Що ми знаємо про блукання розуму."